# صامويل أوسو
صامويل أوسو (بالإنجليزية: Samuel Owusu)‏ (28 مارس 1996 بأكرا في غانا - ) هو لاعب كرة قدم غاني في مركز الوسط. لعب مع FK Radnik Surdulica ‏.
لعب سابقاً في نادي الفيحاء والنادي الأهلي السعودي ونادي نيوم.

## وصلات خارجية
- صامويل أوسو على موقع اتحاد تركيا (لاعب) (الإنجليزية)
- صامويل أوسو على موقع قاعدة بيانات كرة القدم.إي يو (الإنجليزية)
- صامويل أوسو على موقع ناشيونال فوتبول تيمز (الإنجليزية)
- صامويل أوسو على موقع Soccerway.com (الإنجليزية)
- صامويل أوسو على موقع عالم كرة القدم.نت (الإنجليزية)